# Tống Tử Du
Tống Tử Du (chữ Hán: 宋子游; ?-681 TCN; trị vì: 681 TCN), tên thật là Tử Du (子游), là vị vua thứ 18 của nước Tống – chư hầu nhà Chu trong lịch sử Trung Quốc.
Sử ký không rõ thân thế của Tống Tử Du, chỉ biết ông là quý tộc nước Tống. Theo Kinh Xuân Thu và Tả truyện, Tử Du là con của Tống Trang công, vua thứ 16 nước Tống và em Tống Mẫn công, vua thứ 17 của nước Tống.
Năm 681 TCN, tướng Tống là Nam Cung Trường Vạn giết chết Tống Mẫn công ở Mông Trạch, lập Tử Du lên làm vua.
Các công tử nước Tống bất bình với Nam Cung Trường Vạn đều bỏ trốn sang nước ngoài, em Tống Mẫn công là công tử Ngự Thuyết trốn đến đất Hào. Nam Cung Trường Vạn sai con trai là Nam Cung Ngưu vây đất Hào để bắt Ngự Thuyết. Mùa đông năm đó, các công tử nước Tống hợp quân với Hào công. Đại phu Tiêu Thúc mượn quân nước Tào, tấn công giết chết Nam Cung Ngưu rồi đem quân về kinh, giết chết Tống Tử Du.
Sau đó các đại phu nước Tống lập công tử Ngự Thuyết làm vua mới (tức Tống Hoàn công). Nam Cung Trường Vạn và Mãnh Hoạch bỏ chạy, Tử Du bị giết. Ông chỉ ở ngôi được vài tháng. Nam Cung Trường Vạn trốn sang nước Trần, sau bị đưa về nước giết chết.